# 圣塞西利亚-德博尔特雷加
圣塞西利亚-德博尔特雷加（西班牙語：Santa Cecilia de Voltregá），是西班牙加泰罗尼亚巴塞罗那省的一个市镇。总面积9平方公里，总人口206人（2001年），人口密度23人/平方公里。